# Hạnh phúc của mẹ
Hạnh phúc của mẹ (tiếng Anh: The Happiness of a Mother) là một bộ phim điện ảnh Việt Nam thuộc thể loại tâm lý tình cảm xã hội của đạo diễn Huỳnh Đông do Công ty Trách nhiệm hữu hạn Giải trí Diệp Cơ thực hiện. Bộ phim có sự tham gia của các diễn viên Cát Phượng, Kiều Minh Tuấn. Được công chiếu vào tháng 3 năm 2019, bộ phim đã chiến thắng nhiều hạng mục tại Giải Cánh diều năm đó.

## Nội dung
Bộ phim xoay quanh cuộc sống của người mẹ tên Tuệ và cậu con trai Tim ở một làng chài nhỏ. Tim là một cậu bé mắc hội chứng tự kỷ và từ duy nhất cậu nói được là tên mẹ mình. Dù cuộc sống khó khăn, phải đơn thân nuôi con, lại không có kỹ năng sư phạm hay kiến thức về căn bệnh tự kỷ, nhưng với tình yêu thương của người mẹ mà Tuệ đã vượt qua mọi khó khăn, giúp con trai ngày một tiến vộ và hòa nhập với cuộc sống như bạn bè cùng trang lứa. May mắn thay, hai mẹ con họ không cô đơn mà suốt hành trình ấy luôn nhận được sự giúp đỡ của mọi người.

## Diễn viên
- Cát Phượng vai Tuệ
- Kiều Minh Tuấn vai Giang
- Phan Huy Khang vai bé Tim
- Lâm Vinh Hải vai Huy Quân
- Nghệ sĩ ưu tú Thành Lộc vai ông Sinh
- Nghệ sĩ nhân dân Minh Đức vai bà Giáo
- Nghệ sĩ ưu tú Công Ninh vai thầy hiệu trưởng
- Trung Dân vai ông Tám
- Ngân Quỳnh vai bà Tám
- John Huy Trần, Vân Trang và nhà báo Phong Việt vai giám khảo
- Anh Thơ vai MC chương trình
- Chí Tâm vai Tích
- Hoàng Hải vai Ngư
- Phương Lan vai Mai

## Sản xuất
Hạnh phúc của mẹ là tác phẩm điện ảnh thứ 2 của đạo diễn Huỳnh Đông. Trong một bài phỏng vấn với báo Tuổi Trẻ, Huỳnh Đông cho biết bộ phim từng bị 3 nhà sản xuất lớn từ chối, một phần lý do là tính thương mại của bộ phim, một phần khác là kinh nghiệm của bản thân anh trong nghề đạo diễn không đủ thuyết phục khi anh xuất thân là một diễn viên.
Bộ phim ban đầu có tên "Mẹ Tuệ", nhưng vì scandal tình cảm của diễn viên chính mà đã được đổi tên trở thành "Hạnh phúc của mẹ" như khi chính thức ra mắt. Cũng vì sự công kích kịch liệt của khán giả đối với diễn viên chính mà bộ phim đã bị dời ngày ra mắt từ cuối năm 2018 sang năm 2019.

## Công chiếu
Bộ phim chính thức công chiếu trên toàn quốc vào ngày 8 tháng 3 năm 2019, đúng vào Ngày Quốc tế Phụ nữ. Cuối năm, Hạnh phúc của mẹ đã được chọn để chiếu khai mạc Tuần phim chào mừng Liên hoan phim Việt Nam lần thứ 21.
Tháng 7 năm 2020, bộ phim trở thành đại diện của Việt Nam để chiếu tại Tuần phim ASEAN cùng 8 bộ phim khác đại diện cho 8 quốc gia. Cuối năm, bộ phim tiếp tục được trình chiếu tại Moskva, Nga trong khuôn khổ sự kiện "Những ngày phim Việt Nam tại Liên bang Nga", một hoạt động nằm trong chương trình hợp tác văn hóa về lĩnh vực sân khấu – điện ảnh giữa Việt Nam và Nga (giai đoạn 2019 – 2021), ngay trong ngày khai mạc sự kiện.

## Đón nhận
Hạnh phúc của mẹ được nhận xét là đã khắc họa chân thực hình ảnh của một đứa trẻ mắc hội chứng tự kỷ. Bộ phim đã chiến thắng 7 hạng mục bao gồm cả Cánh diều vàng cho phim truyện điện ảnh tại Giải Cánh diều 2019. Đây được xem là một chiến thắng tuyệt đối và chưa từng có trong lịch sử giải thưởng này. Bên cạnh chiến thắng hạng mục diễn viên triển vọng tại Giải Cánh diều, diễn viên nhí Huy Khang còn giành được giải thưởng diễn viên nhí xuất sắc tại Liên hoan phim châu Á-Thái Bình Dương lần thứ 59.

## Tranh cãi
Trước khi bộ phim được công chiếu, hai diễn viên chính của bộ phim là Cát Phượng và Kiều Minh Tuấn đã vướng phải scandal tình cảm khiến cho bộ phim trở thành một trong những đích công kích của khán giả. Điều này cũng ảnh hưởng trực tiếp đến sự đón nhận của khán giả đối với bộ phim. Khi bộ phim vừa mới cho ra mắt trailer quảng cáo đã phải nhận những bình luận tiêu cực từ khán giả. Một bộ phận khán giả cương quyết quay lưng với tác phẩm có sự xuất hiện của Kiều Minh Tuấn, một bộ phận khác lại cho rằng Cát Phượng cũng đang lợi dụng chuyện tình cảm để PR cho bộ phim.
Việc một bộ phim bị cho là "thất bại" về mặt doanh thu lại chiến thắng vang dội tại Giải Cánh diều đã dấy lên nhiều nghi vấn, một trong số đó là tin đồn cho rằng đoàn phim đã "mua giải". Tuy nhiên, ban tổ chức của Giải Cánh diều đã nhanh chóng lên tiếng cho biết bộ phim đã nhận được sự đồng thuận rất cao từ ban giám khảo, liên quan đến đề tài câu chuyện và ý nghĩa truyền tải.
Bên cạnh đó, bộ phim còn vướng phải lùm xùm khi sử dụng ca khúc độc quyền của ca sĩ Thu Thủy khi chưa có sự cho phép của nữ ca sĩ này, đồng thời không hiển thị thông tin về ca khúc ở phần credit. Nhà sản xuất Bá Cường đã nhanh chóng gửi lời xin lỗi và liên hệ với nữ ca sĩ để ký lại hợp đồng và hoàn tất các thủ tục liên quan đến phí bản quyền.

## Giải thưởng và đề cử
| Năm  | Giải thưởng                                      | Hạng mục                    | Đối tượng                               | Kết quả        | Nguồn               |
| ---- | ------------------------------------------------ | --------------------------- | --------------------------------------- | -------------- | ------------------- |
| 2020 | Giải Cánh diều 2019                              | Phim truyện điện ảnh        | —                                       | Cánh diều vàng | [ 1 ] [ 22 ] [ 23 ] |
| 2020 | Giải Cánh diều 2019                              | Đạo diễn xuất sắc           | Huỳnh Đông                              | Đoạt giải      | [ 1 ] [ 22 ] [ 23 ] |
| 2020 | Giải Cánh diều 2019                              | Biên kịch xuất sắc          | - Nguyễn Thị Ngọc Bích - Lương Kim Liên | Đoạt giải      | [ 1 ] [ 22 ] [ 23 ] |
| 2020 | Giải Cánh diều 2019                              | Quay phim xuất sắc          | Võ Thanh Tiền                           | Đoạt giải      | [ 1 ] [ 22 ] [ 23 ] |
| 2020 | Giải Cánh diều 2019                              | Âm thanh xuất sắc           | Vũ Thành Long                           | Đoạt giải      | [ 1 ] [ 22 ] [ 23 ] |
| 2020 | Giải Cánh diều 2019                              | Nữ diễn viên chính xuất sắc | Cát Phượng                              | Đoạt giải      | [ 1 ] [ 22 ] [ 23 ] |
| 2020 | Giải Cánh diều 2019                              | Diễn viên triển vọng        | Huy Khang                               | Đoạt giải      | [ 1 ] [ 22 ] [ 23 ] |
| 2020 | Liên hoan phim châu Á-Thái Bình Dương lần thứ 59 | Diễn viên nhí xuất sắc      | Huy Khang                               | Đoạt giải      | [ 24 ] [ 25 ]       |